# Valentina Salazar
Valentina Salazar (* 31. Januar 1996) ist eine chilenische Speerwerferin.

## Sportliche Laufbahn
Erste internationale Erfahrungen sammelte Valentina Salazar 2013 bei den Juniorensüdamerikameisterschaften in Resistencia, bei denen sie mit einer Weite von 46,21 m den sechsten Platz belegte. Im Jahr darauf nahm sie an den Südamerikaspielen in Santiago de Chile teil und gelangte dort mit 43,99 m auf Rang acht, ehe sie bei den U23-Südamerikameisterschaften in Montevideo mit 46,09 m auf den siebten Platz gelangte. 2015 gewann sie bei den Juniorensüdamerikameisterschaften in Cuenca mit 49,05 m die Bronzemedaille und anschließend schied sie bei der Sommer-Universiade in Gwangju mit 46,22 m in der Qualifikation aus. Bei den Panamerikanischen-Juniorenmeisterschaften in Edmonton wurde sie mit 50,61 m Sechste. Bei den Leichtathletik-U23-Südamerikameisterschaften 2016 in Lima gewann sie mit 49,23 m die Bronzemedaille und im Jahr darauf klassierte sie sich bei den Südamerikameisterschaften in Luque mit 42,40 m auf Rang acht. 